# Bracon subfasciatus
Bracon subfasciatus är en stekelart som beskrevs av Gaspard Auguste Brullé 1846. Bracon subfasciatus ingår i släktet Bracon och familjen bracksteklar. Inga underarter finns listade.